# Franck Gava
Pour les articles homonymes, voir Gava.
Franck Gava, né le 3 février 1970 à Montargis, est un footballeur international français. Durant sa carrière, il évolue au poste de milieu offensif gauche.
Joueur de l'Olympique lyonnais entre 1992 et 1997, il forme avec Florian Maurice l'un des duo les plus efficaces du championnat de France[réf. nécessaire]. Franck Gava revêt à plusieurs reprises le maillot tricolore de l'équipe de France, et compte également quinze sélections en équipe de France espoirs. Il termine à deux reprises meilleur passeur du championnat de France en 1994-1995 et 1996-1997. Formé à l'AS Nancy-Lorraine, il évolue également au Paris Saint-Germain, à l'AS Monaco et au Stade rennais durant sa carrière.

## Biographie

### AS Nancy-Lorraine
Formé à l'AS Nancy-Lorraine, Franck Gava débute en Division 1 lors de la saison 1986-1987, à l'âge de 16 ans. En 1987-1988, alors que le club lorrain est relégué en Division 2, il gagne en temps de jeu jusqu'à devenir un titulaire de l'effectif professionnel. En octobre 1987, il fait partie de l'équipe de France juniors A1, aux côtés de Patrice Loko et Laurent Guyot. Il inscrit son premier but professionnel lors de cette saison. Il connaît alors sa première sélection en équipe de France espoirs. 
Franck Gava continue à progresser la saison suivante, et devient l'un des joueurs les plus utilisés par Robert Dewilder, l'entraîneur de l'équipe lorraine. Il dispute 32 rencontres pour un total de 5 buts. Le club nancéien termine à la 5e place du classement en fin de saison. En 1989-1990, l'AS Nancy-Lorraine parvient à obtenir sa remontée dans l'élite. Franck Gava y prend une part active, avec 33 rencontres disputées et 4 buts à son actif. Il remporte le titre de champion de France de D2, son premier titre chez les professionnels.
De retour dans l'élite, l'AS Nancy-Lorraine lutte pour ne pas descendre, et parvient de justesse à remplir son objectif. Franck Gava, qui retrouve la Division 1, dispute 37 matchs et inscrit 5 buts pour son équipe. La saison suivante, cependant, Nancy redescend à l'étage inférieur, terminant à la dernière place du classement.

### Olympique lyonnais
À l'âge de 21 ans, Franck Gava rejoint l'Olympique lyonnais pour la saison 1992-1993. Entraîné par Raymond Domenech, l'effectif lyonnais compte dans ses rangs des joueurs comme Rémi Garde, Bruno N'Gotty, Sylvain Deplace, Ghislain Anselmini, Claude-Arnaud Rivenet, Maxence Flachez ou encore Bruno Génésio. Pour sa première année sous les couleurs lyonnaises, Gava inscrit 8 buts en championnat, ce qui fait de lui le second meilleur buteur de l'effectif rhodanien derrière Rémi Garde. La saison suivante, Jean Tigana remplace Domenech au poste d'entraîneur. Le milieu de terrain Rémi Garde quitte le club, alors que celui-ci renforce son effectif avec les arrivées de Pascal Olmeta, Abedi Pelé, Manuel Amoros, Éric Roy ou encore du Brésilien Marcelo. Lors de cette saison 1993-1994, son entente avec le jeune attaquant Florian Maurice, qui termine meilleur buteur du club à l'âge de 20 ans, fait merveille[réf. nécessaire]. L'Olympique lyonnais atteint la 8e place à l'issue du championnat. 
En 1994-1995 le duo que Franck Gava forme avec Florian Maurice continue de s'affirmer en championnat. Maurice termine pour la seconde fois meilleur buteur du club avec 15 réalisations, tandis que Franck Gava termine la saison meilleur passeur du championnat, avec 10 passes décisives, et inscrit 9 buts. L'OL termine à la seconde place du championnat derrière le  FC Nantes. La saison suivante, Guy Stéphan remplace Jean Tigana au poste d'entraîneur, alors que l'OL souhaite miser sur des joueurs issu de son centre formation[réf. nécessaire]. Lyon voit donc émerger les jeunes Florent Laville, Jean-Christophe Devaux, Ludovic Giuly, Cédric Bardon ou encore Frédéric Fouret. Malgré un intérêt du Paris Saint-Germain[réf. nécessaire], Gava décide de rester à l'Olympique lyonnais mais cette saison est marquée par plusieurs blessures, et Gava ne dispute que 13 matchs de championnat. Malgré une saison mitigée, Lyon atteint tout de même la finale de Coupe de la Ligue, perdue face au FC Metz. Blessé, Gava ne prend pas part à la rencontre, à l'issue de laquelle Lyon s'incline lors de la séance de tirs au but.
Franck Gava annonce que 1996-1997 sera sa dernière saison à l'Olympique lyonnais[réf. nécessaire]. N'étant plus gêné par des blessures, il retrouve alors son meilleur niveau, et est appelé le 9 octobre 1996 par Aimé Jacquet pour disputer son premier match avec l'équipe de France, en amical face à la Turquie. Au cours de la saison il est également appelé pour jouer avec les Bleus face à la Suède. Nouvel entraîneur lyonnais, Bernard Lacombe fait de Gava son nouveau capitaine.
En fin de saison Franck Gava officialise son choix de quitter Lyon pour le Paris Saint-Germain. Bien que plusieurs clubs européens souhaitaient également le recruter, il décide de ne pas quitter la France afin de faciliter le mode de vie de sa fille alors âgée de 7 ans, et afin de ne pas prendre le risque de s'exiler à un an de la Coupe du monde[réf. nécessaire]. Le 24 mai 1997, à l'occasion de la dernière journée de championnat, l'Olympique lyonnais et ses supporters lui organisent une cérémonie de remerciement pour ses années passées à l'OL. C'est le jeune Karim Benzema, âgé de 10 ans, qui lui remet un bouquet de fleurs[réf. nécessaire]. Lors de ce dernier match Lyon s'impose 8 buts à 0 face à l'Olympique de Marseille, et Gava inscrit son dernier but sous les couleurs lyonnaises. À l'issue du match, le milieu de terrain fait un tour d'honneur du stade de Gerland, porté sur les épaules du futur capitaine Florent Laville. Il termine la saison meilleur passeur du championnat, avec 13 passes décisives. 

### Paris Saint-Germain

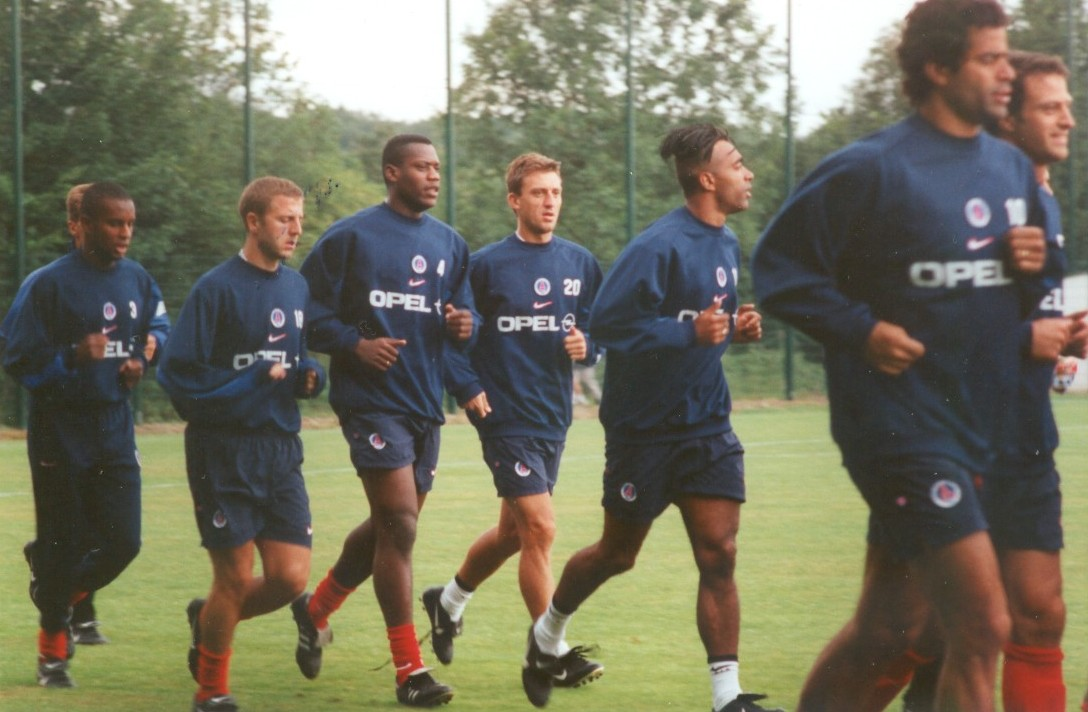

À l'instar de Florian Maurice, Franck Gava rejoint le Paris Saint-Germain à l'été 1997, et côtoie dans l'effectif parisien des joueurs tels que Raí, Marco Simone, Paul Le Guen, Laurent Fournier, Bruno N'Gotty ou encore Leonardo, dirigés par l'entraîneur brésilien Ricardo. Au PSG, Gava marque son premier but dès la troisième journée de championnat, face à l'AS Cannes. Il fait également ses débuts en Ligue des champions. Le 5 novembre 1997, face au Bayern Munich il inscrit le premier but parisien avant que Florian Maurice puis Jérôme Leroy ne portent le score à 3 buts à 1. Ce bon début de saison lui vaut d'être à nouveau appelé en équipe de France pour affronter l'Écosse. Plus compliquée, la fin de championnat voit le PSG terminer à la 8e place, mais le club de la capitale remporte la Coupe de la Ligue et la Coupe de France, respectivement face au Racing Club de Lens et aux Girondins de Bordeaux.
En raison de cette saison compliquée, Franck Gava voit l'objectif de la Coupe du monde 1998 lui échapper : Aimé Jacquet lui préfère Bernard Diomède en tant qu’ailier gauche[réf. nécessaire]. À l'été 1998, Franck Gava pense rester à Paris[réf. nécessaire], mais le nouveau président Charles Biétry décide de renouveler l'équipe qu'avait construit son prédécesseur Michel Denisot[réf. nécessaire]. De nombreux joueurs, dont Franck Gava, quittent alors le Paris Saint-Germain.

### AS Monaco
Quittant Paris, Franck Gava est transféré à l'AS Monaco où évolue son ancien coéquipier lyonnais Ludovic Giuly, mais également les champions du monde Fabien Barthez, David Trézéguet et Thierry Henry. Malgré une forte concurrence il est régulièrement titularisé sur le côté gauche. Après une bonne saison, l'AS Monaco termine l'année à la 4e place du classement de Division 1. 

### Stade rennais et fin de carrière
À l'été 1999, Paul Le Guen, ancien coéquipier de Franck Gava au Paris Saint-Germain, entraîneur du Stade rennais, fait de son recrutement sa priorité[réf. nécessaire]. Il contacte le joueur et réussit à le convaincre de signer. Franck Gava dispute 18 rencontres lors de la saison 1999-2000. Souffrant de douleurs aux pieds, il passe une visite médicale qui révèle de l'arthrose précoce, qui le rend inapte à la pratique du football. Il met donc un terme forcé à sa carrière, à l'âge de 31 ans. 
Jugé inapte pour le football, il attaque aux prud'hommes le Stade rennais, qui ne l'avait pas payé depuis novembre 2000, tandis que son contrat courait jusqu'à juin 2002. Le club rennais se voit donc condamné à lui verser 6,4 millions de francs[réf. nécessaire].

## Statistiques

### Détaillées
| son         | Club               | Pays   | Championnat | Championnat | Championnat | Coupes nationales | Coupes nationales | Coupe d'Europe | Coupe d'Europe | Coupe d'Europe | Sélection | Sélection |
| son         | Club               | Pays   | Division    | Matchs      | Buts        | Matchs            | Buts              | Type           | Matchs         | Buts           | Matchs    | Buts      |
| ----------- | ------------------ | ------ | ----------- | ----------- | ----------- | ----------------- | ----------------- | -------------- | -------------- | -------------- | --------- | --------- |
| 1986 - 1987 | AS Nancy           | France | Division 1  | 1           | 0           | -                 | -                 | -              | -              | -              | -         | -         |
| 1987 - 1988 | AS Nancy           | France | Division 2  | 26          | 1           | 3                 | 0                 | -              | -              | -              | -         | -         |
| 1988 - 1989 | AS Nancy           | France | Division 2  | 32          | 5           | 2                 | 0                 | -              | -              | -              | -         | -         |
| 1989 - 1990 | AS Nancy           | France | Division 2  | 33          | 4           | 5                 | 0                 | -              | -              | -              | -         | -         |
| 1990 - 1991 | AS Nancy           | France | Division 1  | 37          | 5           | 2                 | 0                 | -              | -              | -              | -         | -         |
| 1991 - 1992 | AS Nancy           | France | Division 1  | 36          | 4           | 4                 | 0                 | -              | -              | -              | -         | -         |
| 1992 - 1993 | Olympique lyonnais | France | Division 1  | 37          | 8           | 1                 | 0                 | -              | -              | -              | -         | -         |
| 1993 - 1994 | Olympique lyonnais | France | Division 1  | 36          | 2           | 2                 | 1                 | -              | -              | -              | -         | -         |
| 1994 - 1995 | Olympique lyonnais | France | Division 1  | 35          | 9           | 3                 | 0                 | -              | -              | -              | -         | -         |
| 1995 - 1996 | Olympique lyonnais | France | Division 1  | 13          | 2           | 2                 | 0                 | C3             | 3              | 0              | -         | -         |
| 1996 - 1997 | Olympique lyonnais | France | Division 1  | 36          | 0           | 4                 | 4                 | -              | -              | -              | 2         | 0         |
| 1997 - 1998 | Paris SG           | France | Division 1  | 31          | 2           | 7                 | 0                 | C1             | 8              | 2              | 1         | 0         |
| 1998 - 1999 | AS Monaco          | France | Division 1  | 27          | 2           | 3                 | 0                 | C3             | 5              | 2              | -         | -         |
| 1999 - 2000 | Stade rennais      | France | Division 1  | 18          | 1           | -                 | -                 | CI             | 5              | 0              | -         | -         |
| Total       | Total              | Total  | Total       | 396         | 53          | 39                | 3                 | -              | 21             | 4              | 3         | 0         |

### Matches internationaux
| Matches internationaux de Franck Gava | Matches internationaux de Franck Gava | Matches internationaux de Franck Gava          | Matches internationaux de Franck Gava | Matches internationaux de Franck Gava | Matches internationaux de Franck Gava | Matches internationaux de Franck Gava                       |
| #                                     | Date                                  | Lieu                                           | Adversaire                            | Résultat                              | Compétition                           | Notes                                                       |
| ------------------------------------- | ------------------------------------- | ---------------------------------------------- | ------------------------------------- | ------------------------------------- | ------------------------------------- | ----------------------------------------------------------- |
| 1                                     | 9 octobre 1996                        | Parc des Princes, Paris, France                | Turquie                               | V 4 - 0                               | Match amical                          | Entre en jeu à la place de Reynald Pedros à la 66e minute.  |
| 2                                     | 2 avril 1997                          | Parc des Princes, Paris, France                | Suède                                 | V 1 - 0                               | Match amical                          | Entre en jeu à la place de Zinédine Zidane à la 56e minute. |
| 3                                     | 12 novembre 1997                      | Stade Geoffroy-Guichard, Saint-Étienne, France | Écosse                                | V 2 - 1                               | Match amical                          | Entre en jeu à la place d'Ibrahim Ba à la 80e minute.       |

## Palmarès

### En club
- Vainqueur de la Coupe de la Ligue en 1998 avec le Paris Saint-Germain
- Vainqueur de la Coupe de France en 1998 avec le Paris Saint-Germain
- Champion de France de Division 2 en 1990 avec l'AS Nancy-Lorraine
- Vice-champion de France en 1995 avec l'Olympique lyonnais
- Finaliste de la Coupe de la Ligue en 1996 avec l'Olympique lyonnais

### En équipe de France
- 3 sélections entre 1996 et 1997

### Distinctions individuelles
- Meilleur passeur de Division 1 en 1995 et en 1997 avec l'Olympique lyonnais